# Чемпионат России по бадминтону среди клубных команд
Чемпионат России по бадминтону среди клубных команд — соревнование среди российских бадминтонных клубов, проводящееся под эгидой Национальной Федерации Бадминтона России (НФБР). Его высшим дивизионом является Суперлига. В сезоне 2011/12 в Суперлиге играет 8 клубов. После каждого сезона клуб, занявшие последнее место, переводится в Высшую Лигу, а его место занимает сильнейшая команда Высшей Лиги.
Действующий чемпион — «РОС.Т» (Нижний Новгород).

## Формат турнира
Суперлига проводится в два тура. Каждый из двух туров представляет собой независимый турнир по круговой системе. По итогам двух туров определяются две сильнейшие команды, которые разыгрывают между собой Суперфинал. Клуб-победитель Суперфинала становится чемпионом России.
Чемпион России участвует в Кубке Европейских Чемпионов (European Club Championship).

## Сезон 2011—2012
Перед стартом чемпионата
Вылетевшая из Суперлиги команда: По итогам сезона 2010—2011 последнее место заняла команда «АСБ-Металлург» (Челябинск), но с учётом объединения двух команд из Нижнего Новгорода, АСБ-Металлург сохранил своё место в Суперлиге.
Вошедшая в Суперлигу команда (по итогам сезона 2010—2011): «БК Гатчина» (Ленинградская область).
Состав Суперлиги в сезоне 2011—2012
- «Объединенная команда Нижегородской области» (Нижний Новгород)
- «Приморье» (Владивосток)
- «Фаворит-Раменское» (Московская область)
- «ШВСМ-Измайлово — Соколиная гора» (Москва)
- «ЦСКА-Пауэрком» (Москва)
- «ФИНЭК» (Санкт-Петербург)
- «АСБ-Металлург» (Челябинск)
- «БК Гатчина» (Ленинградская область)

## Сезон 2010—2011
Перед стартом чемпионата
Вылетевшая из Суперлиги команда (по итогам сезона 2009—2010): «Волга» (Саратов).
Вошедшая в Суперлигу команда (по итогам сезона 2009—2010): «СДЮШОР» (Нижегородская область).
Итоговое распределение мест в сезоне 2010—2011
- 1 место «РОС.Т» (Нижний Новгород)
- 2 место «Фаворит-Раменское» (Московская область)
- 3 место «Приморье» (Владивосток)
- 4 место «ШВСМ-Измайлово» (Москва)
- 5 место «ЦСКА-Пауэрком» (Москва)
- 6 место «СДЮШОР» (Нижегородская область)
- 7 место «ФИНЭК» (Санкт-Петербург)
- 8 место «АСБ-Металлург» (Челябинск)

Суперфинал (г. Раменское, 1 мая 2011 г.):
«РОС.Т» (Нижний Новгород) — «Приморье» (Владивосток) — 4:1